# Meghan Heffern
Meghan Heffern (ur. 3 października 1983 w Edmonton) – kanadyjska aktorka.

## Wybrana filmografia
- 2004:  Nieostry dyżur (Intern Academy) jako Śliczna stażystka
- 2005:  Mgła (The Fog) jako Brandy
- 2005:  Insecticidal jako Cami
- 2006:  Whistler jako Britt
- 2006:  Lot 93 z Newark (Flight 93) jako Nicole Miller
- 2007:  American Pie. Beta House (American Pie 6 Presents: Beta House) jako Ashley
- 2009:  Chloe jako Miranda